# Carabodes inopinatus
Carabodes inopinatus är en kvalsterart som först beskrevs av Sandór Mahunka 1985.  Carabodes inopinatus ingår i släktet Carabodes och familjen Carabodidae. Inga underarter finns listade.